# Shōkō Tennō
Shōkō Tennō (称光天皇?) (12 de mayo de 1401 - 30 de agosto de 1428) fue el 101.er emperador de Japón, de acuerdo al orden tradicional de sucesión. Reinó del 5 de octubre de 1412 hasta su muerte el 30 de agosto de 1428. Su nombre personal era Mihito, primero escrito 躬仁, y luego como 実仁.

## Genealogía
Era el hijo mayor del Go-Komatsu Tennō. Su madre era Hinonishi Motoko (日野西資子), hija de Hino Sukekuni (日野資国). No tuvo hijos propios, y fue sucedido por su primo tercero, el Go-Hanazono Tennō, bisnieto del Pretendiente del Norte Emperador Sukō.

## Nombre
El nombre Shōkō (称光) fue formado tomando uno de los kanji de los nombres de los gobernantes imperiales 48° y 49° Emperatriz Shōtoku (称徳) y Emperador Kōnin (光仁).

## Vida
El 5 de octubre de 1412, accedió al trono después de la abdicación del Emperador Go-Komatsu. Su fecha real de coronación fue el día diecinueve del duodécimo mes de 1414.
Estuvo emparentado con Ashikaga Yoshimitsu y el clan Hino por el lado de su madre.
El emperador Go-Komatsu gobernó como un Emperador Enclaustrado durante su reinado.
Debido a enfermedad, el Emperador Shōkō no tuvo hijos propios. Por esta razón, el Emperador Go-Komatsu eligió un príncipe, por sangre el primo tercero del Emperador Shōkō, para que él adoptará, quien se convirtió en el Emperador Go-Hanazono siguiendo la muerte del Emperador Shōkō.

## Eras de su reinado
- Ōei
- Shōchō

| Predecesor: Go-Komatsu Tennō | Emperador de Japón 1412 - 1428 | Sucesor: Go-Hanazono Tennō |

- Datos: Q451827
- Multimedia: Emperor Shōkō / Q451827